# Eduard Uhlenhuth (Fotograf)

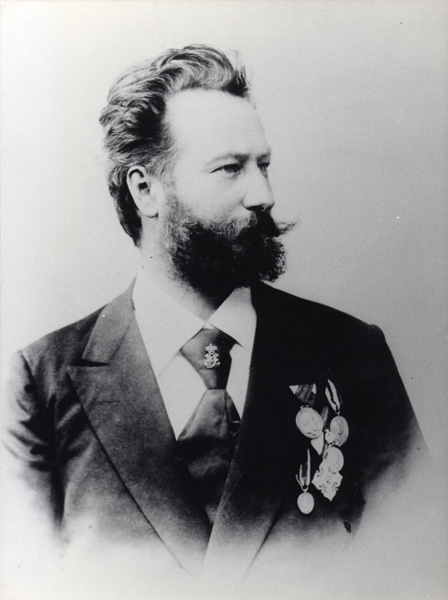
Eduard Uhlenhuth (1853–1919), Fotograf

Eduard Uhlenhuth (geb. 15. Juli 1853 in Guben; gest. 21. September 1919 in Coburg) war ein deutscher Fotograf.

## Lebensweg

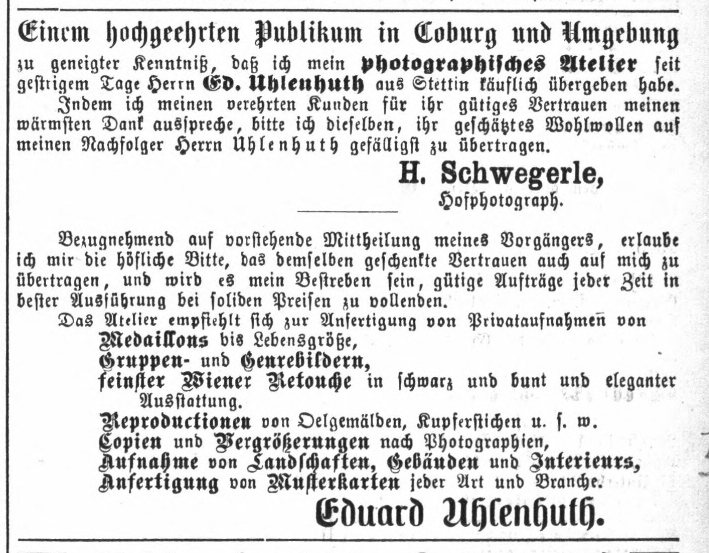
Zeitungsanzeige: Hoffotograf H. Schwegerle hat sein Coburger Fotoatelier an Eduard Uhlenhuth aus Stettin verkauft, Juli 1880

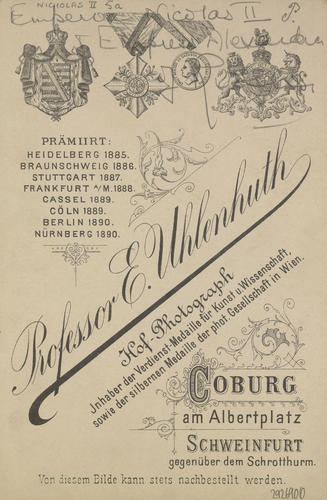
Fotorevers, April 1894

Eduard Uhlenhuth war ein Sohn des Schulleiters und Bildhauers Ludwig Eduard Uhlenhuth (1821–1899) und seiner Ehefrau Maria Caroline Hedwig, geb. Pröhle, (1826–1887). Ludwig Eduard Uhlenhuth schrieb schon als Student ein kleines Werk über Daguerreotypie, „das selbst von Universitätsprofessoren anerkannt wurde“. Bereits im Jahr 1845 und damit nur sechs Jahre nach Veröffentlichung des fotografischen Verfahrens von Louis Daguerre (1787–1851) im Jahr 1839 erschien sein Fachbuch „Praktische Anweisung zur Daguerreotypie. Nach den neuesten Verbesserungen in möglichster Vollständigkeit dargestellt von L. E. Uhlenhuth“, das 1849 in zweiter Auflage erschien. Er ist damit zu den Fotopionieren zu zählen, auch wenn er selbst wohl nicht als Fotograf tätig war.
Der Schuldirektor und Bildhauer Ludwig Eduard Uhlenhuth und seine Frau Maria hatten mehrere Kinder, darunter zwei Söhne, die Fotografen wurden: der hier behandelte Eduard Uhlenhuth (geb. 1853) und Johann[es] Uhlenhuth (geb. 26. Januar 1867 in Anklam). Johann[es] Uhlenhuth war also ein jüngerer Bruder von Eduard Uhlenhuth. Er übernahm später das Fotogeschäft seines Bruders Eduard.
Im Juni 1880 wurde die Verlobung von Heinrich Eduard Uhlenhuth mit Minna Koppe bekanntgegeben.
Im selben Jahr (1880) kaufte Eduard Uhlenhuth das Coburger Atelier des Fotografen Hermann Schwegerle (geb. 1. August 1848 in Augsburg; gest. 1921 in München). Schwegerle war seit 1877 Hoffotograf von Ernst II., Herzog von Sachsen-Coburg und Gotha und verließ Coburg im Juni 1880. Das Atelier Uhlenhuth befand sich von 1880 bis 1885 in der Badergasse 1 in Coburg. Es zog dann innerhalb Coburgs an den Albertplatz um, Zinkenwehr 5, wo es von 1885 an mehr als hundert Jahre lang bis in die 1990er Jahre hinein fortbestanden haben soll.
Eduard Uhlenhuth heiratete am 29. September 1880 in Berlin die Gärtnerstochter Wilhelmine „Minna“ Koppe (geb. 29. September 1857). Das Ehepaar Uhlenhuth Eduard und Minna Uhlenhuth hatten (mindestens) die folgenden Kinder:
- Walthari Teja (Wilhelm Eduard Walther; geb. 16. September 1881 in Coburg;[12] gest. 7. oder 17. Februar 1965 in Sinsheim), Fotograf in Medan auf Sumatra und deutscher Soldat in Tsingtao,
- Irma Hedwig Marie (geb. 8. Februar 1883 in Coburg)[13] war in erster Ehe mit dem Fotografen Max Franz Otto Lange aus Stargard (gest. 14. Januar 1912 in Berlin) verheiratet.[14][15]
- Eduard Erich Richard (Eduard jun.; geb. 18. September 1884 in Coburg),[16], heiratete am 21. Juli 1919 Karoline Vincenti aus Weiden[17]
- Reinhard Heinrich (geb. 21. Dezember 1885;[18][19] gest. 1979)
- Wilhelm Rudolf („Willy“; geb. 23. Juni 1887).[20][21]
- ein Sohn (geb. 1889)[22]
- Hertha Hildegard Elfriede Bertha (geb. 24. Februar 1892 in Coburg)[23] Sie heiratete am 16. April 1910 den Landmesser Karl Staab aus Erfurt[24]
- Freya Marie Bernhardine (geb. 18. März 1897 in Coburg)[25] Sie war Photographin und heiratete im Jahr 1918 den Insektenkundler Erwin Lindner (geb. 7. April 1888 in Böglins, Bezirk Memmingen)[26]

Auf seinen Antrag von 1881 hin wurde Eduard Uhlenhuth im Januar 1882 zum Hofphotographen von Ernst II., Herzog von Sachsen-Coburg und Gotha, ernannt. Im Juni 1890 ernannte auch Alfred (Sachsen-Coburg und Gotha), der damalige Herzog von Edinburgh und ab 1893 bis zu seinem Tode 1900 regierender Herzog des Herzogtums Sachsen-Coburg und Gotha, Eduard Uhlenhuth zu seinem Hoflieferanten. Im Januar 1897 verliehen Großfürst Sergei Alexandrowitsch und seine Ehefrau, die Großfürstin Elisabeth Feodorowna, Eduard Uhlenhuth den Titel ihres Hofphotographen. Im März 1897 ernannte auch die Königin Victoria von England Eduard Uhlenhuth zu ihrem Hofphotographen.

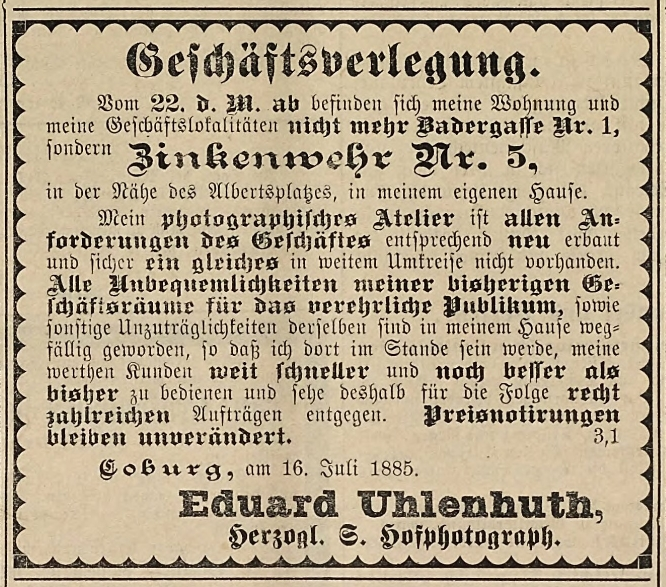
Fotoatelier Eduard Uhlenhuth Coburg: Umzug von Badergasse 1 nach Zinkenwehr 5 am 22. Juli 1885

Im Juli 1885 verlegte Uhlenhuth sein Fotoatelier innerhalb Coburgs von der Badergasse 1 nach Zinkenwehr 5 in sein neu für das Studio erbautes Haus.
1886 war Eduard Uhlenhuth Mitglied der Coburger Ortsgruppe des Allgemeinen Deutschen Schulvereins.
1889 erhielt Eduard Uhlenhuth die Berechtigung, den Meistertitel zu führen. Zumindest in den späten 1880er Jahren gab es eine Filiale des Fotoateliers von Eduard Uhlenhuth in dem etwa 19 km von Coburg entfernten Ort Sonneberg an der Röthen. In den 1890er Jahren bildete Uhlenhuth den Fotografen Marcus Julius August Römhild (geb. 18. März 1877 in Sonneberg, (Thüringen); gest. 18. März 1944) aus.
1892 verlieh ihm Herzog Ernst II. von Sachsen-Coburg und Gotha den Professorentitel für seine Verdienste um die Fotokunst.

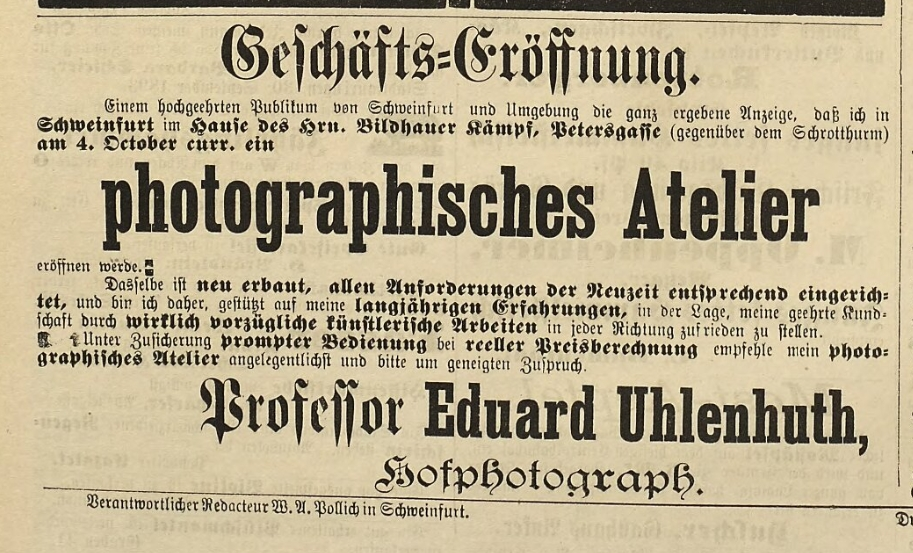
Anzeige zur Eröffnung des photographischen Ateliers des Hofphotographen Eduard Uhlenhuth in Schweinfurt am 4. Okt. 1893

Eduard Uhlenhuth eröffnete am 4. Oktober 1893 ein Fotoatelier in der Schweinfurter Petersgasse 4 ½. 1894 eröffnete er in Schweinfurt am Schrotturm ein Atelier, das er gemeinsam mit seinem 14 Jahre jüngeren Bruder Johann führte, bis dieser es ihm abkaufte. Dies geschah entweder bereits am 5. Oktober 1898 oder erst im Jahr 1907.
Eine weitere Filiale des Fotoateliers Uhlenhuth bestand in Rudolstadt in der Georgstraße.
Spezialitäten der fotografischen Tätigkeit Eduard Uhlenhuths waren zum einen Porträtaufnahmen der Fürsten Europas und zum anderen Momentaufnahmen von Wildtieren. Weitere Sujets von Uhlenhuths Fotografien waren etwa: „…reizende Actbilder von Kindern, egyptische Studien, Thieraufnahmen, Manöverbilder, Costumestudien aus dem Mittelalter …“
Uhlenhuth fotografierte jedoch auch bei lokalen Anlässen und Ereignissen wie dem militärischen Manöver auf dem Manöverfeld bei Esbach 1889, einer großen Überschwemmung in Sonneberg und Coburg am 24. November 1890, einem Radfahrerfest von 1892, der Feier des Gregoriusfestes in Coburg 1900 oder der Eröffnung des Prinzregententurmes auf dem Muppberg bei Neustadt 1905.
Eduard Uhlenhuth stellte seine Fotografien häufig öffentlich aus; auch in eigens von ihm im Coburger Stadtgebiet aufgestellten Schaukästen.
Bekannt geworden ist vor allem ein Foto von Eduard Uhlenhuth anlässlich der Fürstenhochzeit zu Coburg am 19. April 1894, als Victoria Melita von Sachsen-Coburg und Gotha und Großherzog Ernst Ludwig von Hessen und bei Rhein heirateten. Neben dem Brautpaar zeigt dieses Photo zahlreiche politische Größen der damaligen Zeit, unter anderem den deutschen Kaiser Wilhelm II., Königin Victoria von England, Zar Nikolaus II. von Russland und Albert Edward, Prince of Wales.
Uhlenhuth unterhielt gute Beziehungen zum Hof des bulgarischen Zaren Ferdinand I., der als Sohn des Generals August von Sachsen-Coburg und Gotha (1818–1881) Verbindungen nach Coburg hatte. Im Juli 1895 verlieh Fürst Ferdinand von Bulgarien dem Hofphotographen Uhlenhuth das Offizierkreuz des bulgarischen Nationalordens.
Uhlenhuth war als offizieller Photograph bei Ferdinands Hochzeit auf Schloss Osterstein (Gera) im Jahr 1908 und bei einem Besuch des deutschen Kaisers Wilhelm II. in der bulgarischen Hauptstadt Sofia im Jahr 1918.
Eduard Uhlenhuth bot Fotografien in den meisten damals gängigen Verfahren an: Eisenblaudruck, Pigmentdruck, Albumin-Silberdruck sowie Platinotypien, Bromid-Platinotypie-Vergrößerungen und Stereoscopien.
Nach Eduard Uhlenhuths Tod im Jahr 1919 übernahm sein Bruder Johann Uhlenhuth, der schon das Schweinfurter Uhlenhuth-Studio gekauft hatte, auch das Fotoatelier in Coburg. 1925 übernahm Eduards Sohn Reinhard Uhlenhuth (also ein Neffe von Johann Uhlenhuth) mit seiner Frau Olga die Leitung des Ateliers.
Hans-Jürgen Uhlenhuth (geb. 15. Mai 1941; gest. 29. Dezember 2014), ein Enkel von Johann[es] Uhlenhuth, gründete 1970 das Uhlenhuth-Großlabor. In diesem Großlabor wurden in den 1970er und 1980er bis zu 390 Angestellte beschäftigt, über 140 Millionen Farbbilder im Jahr gefertigt und 800 Fotogeschäfte beliefert. Der Stammsitz befand sich in Schweinfurt, am Albrecht-Dürer-Platz. Photo Uhlenhuth befand sich bis 2001 in Familienhand, musste 2006 Konkurs anmelden, wurde danach wieder von der Familie übernommen. Im Jahr 2010 beging die Firma Photo-Uhlenhuth ihr 165. Firmenjubiläum; demnach wurde dort das Jahr 1845 – das Erscheinungsjahr der Daguerreotypie-Anleitung des Bildhauers Ludwig Eudard Uhlenhuth – als Gründungsdatum der Photo-Unternehmens betrachtet. Im Jahr 2019 existierte die Firma Photo Uhlenhuth nicht mehr.

## Auszeichnungen
- Kaiserlich Königlicher Hof-Photograph
- Herzoglich Sächsischer Hof-Photograph (Sachsen-Coburg und Gotha)
- Verdienst-Medaille für Kunst und Wissenschaft (Sachsen-Coburg und Gotha; Juni 1883)[57]
- Silberne Gesellschafts-Medaille der Photographischen Gesellschaft in Wien (1890)[58]
- Titel „Professor“ (Sachsen-Coburg und Gotha; 1892)[59]
- Offizierkreuz des bulgarischen Nationalordens, 1895[60]
- Herzog-Alfred-Medaille (1897)[61]
- goldene Ehren-Medaille des Fürstlich hohenzollernschen Hausordens, März 1901[62]
- Eduard Uhlenhuth hat im Alter von 65 Jahren, im Juli 1918, das Verdienstkreuz für Kriegshilfe verliehen bekommen.[63]
- Prämiert: Heidelberg 1885, Braunschweig 1886,[64] Stuttgart 1887, Frankfurt a. M. 1888, Kassel 1889, Köln 1889,[65] Berlin 1890, Nürnberg 1890, Berlin 1891, Erfurt 1891,[5] München 1893,[66] Erfurt 1897[67]